# 索布拉利亚
索布拉利亚是巴西米纳斯吉拉斯州的一个市镇。总面积206.97平方公里，总人口5990人，人口密度28.9人/平方公里。